# Blanche Willis Howard

Blanche Willis Howard, ca. 1890

Blanche Willis Howard (* 21. Juli  1847 in Bangor (Maine); † 7. Oktober 1898 in München) war eine amerikanische Schriftstellerin, die die produktivsten Jahre ihres Lebens in Deutschland verbracht hat.

## Leben
Blanche Willis Howard stammt aus einer alteingesessenen Familie in Bangor (Maine), wo sie ihre Kindheit und Jugend verbrachte und auch zur Schule ging. Nach dem Highschool-Abschluss besuchte sie ein Jahr lang eine Privatschule in New York City. 1875 gelang ihr mit dem in einem Küstenort ihrer Heimatprovinz spielenden Roman One Summer auf Anhieb der schriftstellerische Durchbruch. Kurz darauf ging sie nach Deutschland, wo sie als Journalistin, Reise- und Romanschriftstellerin und Erzieherin wirkte. Sie ließ sich in Stuttgart nieder und heiratete dort 1890 den Hofarzt des Königs von Württemberg, Julius von Teuffel, was der New York Times eine Mitteilung wert war. Ihr Mann starb 1896 und zwei Jahre später erlag auch Blanche Willis Howard in München einer Krankheit. Ihre letzten Lebensjahre verbrachte sie zusammen mit ihren Söhnen in Stuttgart und auf Guernsey. Beerdigt wurde Blanche Willis von Teuffel in Heidelberg.
Die vieltalentierte Autorin – sie galt als perfekte Hausfrau, war eine ausgezeichnete Schwimmerin und Pianistin und wirkte in unterschiedlichen karitativen Einrichtungen – war in den höheren Kreisen von Stuttgart und München ein gern gesehener Gast. Zu ihrem Bekanntenkreis zählten Musiker wie Richard Wagner und Franz Liszt und Schriftsteller wie Paul Heyse, mit dem sie eine engere Freundschaft verband.

Umschlag der 1889 im Verlag von Robert Lutz (Stuttgart) erschienenen deutschen Übersetzung von Guenn

## Werk
Blanche Willis Howard hat insgesamt 14 Bücher veröffentlicht, zumeist Romane, von denen die meisten in Deutschland geschrieben und zur Veröffentlichung an Verlage in Boston und New York gesandt wurden.
Ihre wichtigsten Werke waren One Year Abroad (Boston, 1877; deutsche Übersetzung Schweinfurth, 2008); Aunt Serena (Boston, 1881); Guenn: A Wave on the Breton Coast (Boston, 1884; deutsche Übersetzung Stuttgart 1889); Aulney Tower (Boston, 1886); Tony, the Maid (eine zunächst in Harper’s Magazine veröffentlichte Erzählung); The Open Door (Boston und New York, 1889) und die Novellensammlung Seven on the Highway (Boston, 1897). Erst nach ihrem Tod wurden Dionysius the Weaver's Heart's Desire (New York, 1899), The Garden of Eden (New York, 1900) und The humming top : or, Debit and credit in the next world (New York, 1903) veröffentlicht. Zusammen mit dem schottischen Schriftsteller William Sharp verfasste sie den Briefroman A Fellowe and his Wife (Boston und New York, 1892). Neben ihrem schriftstellerischen Werk sind ihre zahlreichen journalistischen Aktivitäten zu erwähnen, wie die ihrem zweiten Buch One Year abroad als Vorarbeit dienenden wöchentlichen Korrespondenzbeiträge über europäische Themen für den Boston Evening Transcript , eine über viele Jahre geführte regelmäßige Kolumne in Collier’s Weekly oder ihre Herausgebertätigkeit für das 1875 von Ferdinand Freiligrath gegründete, in Stuttgart verlegte englischsprachige Hallberger's Illustrated Magazine.